# 司馬裒
司馬 裒（しば ほう、永康元年（300年）- 建武元年10月29日（317年12月18日））は、中国の晋の皇族。琅邪孝王。字は道成。

## 経歴
琅邪王司馬睿と荀氏（豫章郡君）のあいだの次男として生まれた。母の荀氏の身分が低かったため、父の司馬睿の命により司馬裒は虞妃に養育された。はじめ叔父の司馬渾の後を嗣いで長楽亭侯となった。後に宣城郡公に徙封され、後将軍に任じられた。司馬睿は晋王となると、長男の司馬紹を差し置いて、次男の司馬裒を太子を立てようと考えていた。司馬睿が王導に相談すると、王導は年長を立てるよう強く勧めたため、司馬紹が太子に立てられることとなった。
建武元年（317年）3月、司馬裒は琅邪王に封じられた。会稽郡と宣城郡に食邑5万2000戸を与えられた。散騎常侍・使持節・都督青徐兗三州諸軍事・車騎将軍に任じられ、広陵に赴任した。6月、後趙の石勒が石虎を派遣して譙城を包囲したが、東晋の平西将軍の祖逖が石虎の兵を撃破した。司馬裒は九軍3万の兵を率いて、祖逖の下につき、石虎を追撃するよう司馬睿に命じられた。まもなく建康に召還された。
10月、死去した。享年は18。車騎大将軍の位を贈られ、侍中の位を加えられた。穆帝のとき、さらに太保の位を贈られた。

## 妻子

### 妻
- 山氏（琅邪王妃）

### 子
- 司馬安国（琅邪哀王、早逝）

## 伝記資料
- 『晋書』巻64 列伝第34